# Dorit Schmiel

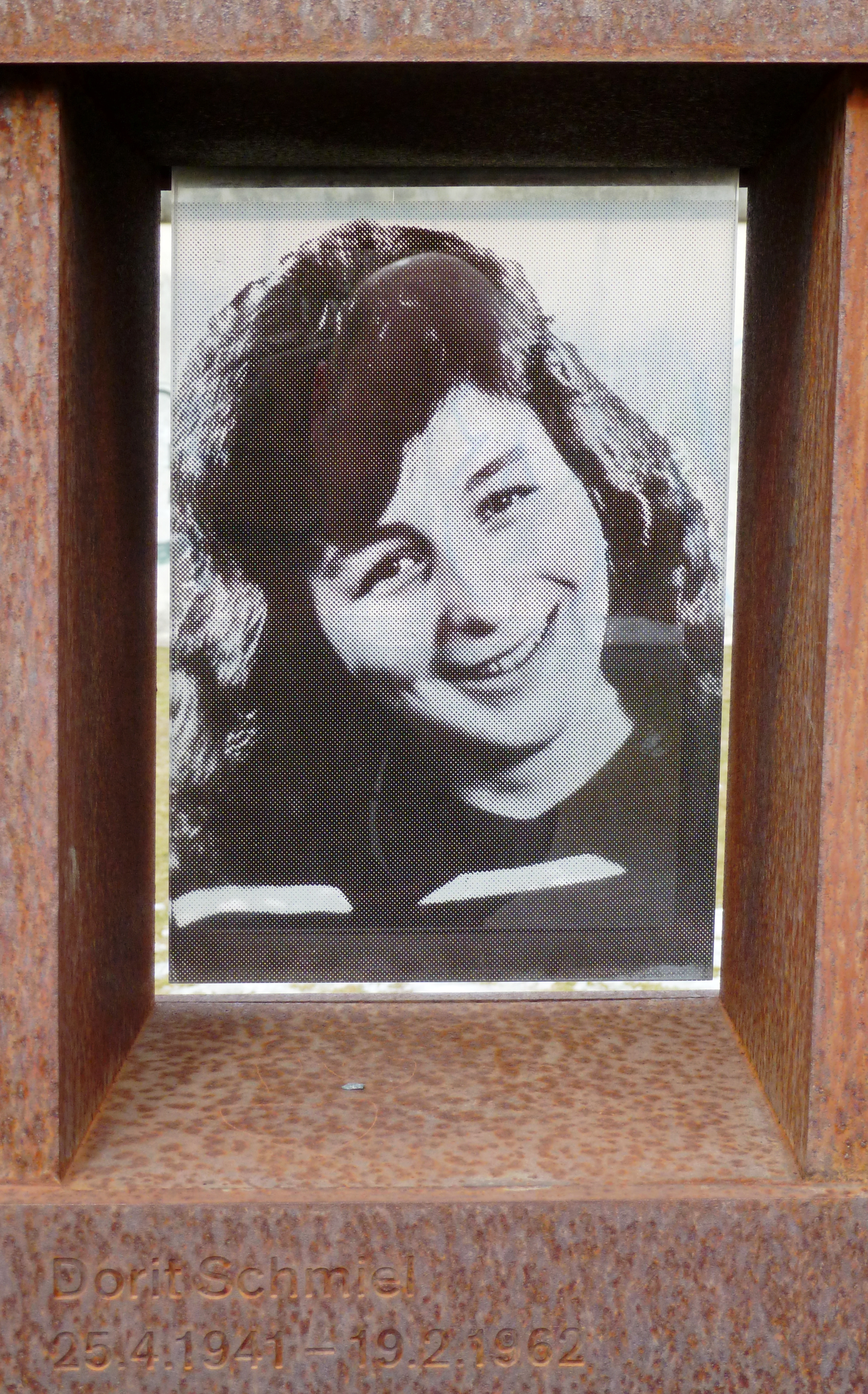
Dorit Schmiel im Fenster des Gedenkens der Gedenkstätte Berliner Mauer

Dorit Schmiel (* 25. April 1941 in Berlin; † 19. Februar 1962 ebenda) war ein Todesopfer an der Berliner Mauer. Bei einem Versuch mit vier Bekannten aus der DDR zu flüchten, erschossen Angehörige der Grenztruppen der DDR die damals 20-Jährige.

## Leben
Dorit Schmiel wurde während des Zweiten Weltkriegs, in dem ihr Vater fiel, in Berlin geboren. Zusammen mit ihrem Bruder wuchs sie bei ihrer Mutter und deren zweitem Mann in Ost-Berlin auf. Dort erlernte sie den Beruf der Schneiderin in einem Volkseigenen Betrieb. Zusammen mit vier Freunden entschloss sie sich Anfang 1962, wegen der Unzufriedenheit mit den politischen Zuständen in der DDR und der dauerhaften Teilung Berlins einen Fluchtversuch zu unternehmen. Sie entschieden sich für eine Stelle im Norden der Stadt, an der einem Cousin von Dorit Schmiel die Flucht gelungen war. Die Grenze war an der Stelle vornehmlich mit Stacheldraht gesichert.
Gegen Mitternacht auf den 19. Februar 1962 begab sich das Quintett bei schlechtem Winterwetter nach Berlin-Rosenthal an die Grenze zum West-Berliner Bezirk Reinickendorf. Nachdem sie die Grenzer beobachtet hatten, schlichen sie an einem Friedhof vorbei zum hinteren Zaun der Grenze. Mit einer Drahtschere durchschnitten sie den Zaun und drangen in den Todesstreifen ein. Im Schnee krochen sie auf den äußeren Grenzzaun zu. Als sie dort ankamen, entdeckten die Grenzsoldaten die Gruppe und eröffneten das Feuer. Eine Kugel traf Schmiel im Bauchraum. Ein weiterer Flüchtling wurde an der Schulter getroffen. Die Flüchtenden folgten der Aufforderung der Grenzsoldaten, sich zu ergeben. Grenzer brachten die beiden Verletzten an die nächste Straße, an der sie 30 Minuten später von einem Krankenwagen abgeholt und zum Krankenhaus der Volkspolizei in Berlin-Mitte gebracht wurde. Dort verstarb Dorit Schmiel.
Die überlebenden Flüchtlinge wurden festgenommen, verhört und später vom Stadtbezirksgericht Pankow zu Freiheitsstrafen zwischen 10 und 24 Monaten verurteilt. Nach der deutschen Wiedervereinigung erhob die Staatsanwaltschaft Berlin Anklage vor dem Landgericht Berlin gegen die drei Grenzschützen. Das Gericht verurteilte sie 1994 wegen gemeinschaftlichen Totschlags zu einer Freiheitsstrafe von 18 Monaten auf Bewährung, ein übliches Strafmaß in Mauerschützenprozessen.